# Martin Lagos
Martin Gabriel Lagos, född 8 maj 1983 i Stockholm, är en svensk ståuppkomiker. Han gjorde sin stand up-debut den 1 mars 2008 på BigBenStandUp. Under hösten 2010 var han aktuell som omvärlds- och valanalytiker i radio- och tvshowen Vakna med The Voice.
Sedan februari 2011 är han en av komikerna i den relativt nystartade klubben Comedy Central LIVE. Varje fredag sänder han tillsammans med Sebastian Widman och Gert Fylking klubbens egna radioprogram Comedy Central LIVE Radio, som började sändas den 8 april.
Martin Lagos utsågs till Bästa nykomling 2011 vid Svenska Stand up-galan samma år.